# Pjetër Bogdani
Pjetër Bogdani (Gur i Hasit, cerca de Kukës, ~1630 - Priština 1689), conocido en italiano como Pietro Bogdano fue un escritor albanokosovar autor de Cuneus Prophetarum (La banda de los profetas) 1685, primer libro en prosa escrito sustancialmente en albanés.

## Vida y obra
Nacido en Gur i Hasit cerca de Kukës, Albania por 1630, Bogdani fue educado en las tradiciones de la Iglesia católica a la que dedicó toda su energía. Su tío Andrea o Ndre Bogdani (~ 1600-1683) era arzobispo de Skopje y autor de una gramática latinoalbanesa, hoy perdida. Se dice que Bogdani fue educado inicialmente por franciscanos en Chiprovtsi al noroeste de la actual Bulgaria y más tarde asistiría al colegio ilirio de Loreto cerca de Ancona, como sus predecesores Pjetër Budi y Frang Bardhi. De 1651 a 1654 fue sacerdote en Pult y de 1654 a 1656 estudió en el Colegio de la Propaganda Fide en Roma, donde se doctoró en filosofía y teología. En 1656 fue nombrado obispo de Shkodra, puesto que ocupó veintiún años. Además fue administrador de la Archidiócesis de Antivari (Bar) hasta 1671.
Durante los tumultuosos años de la guerra turcoaustriaca, 1664-1669, se refugió en las aldeas de Barbullush y Rjoll cerca de Shkodra. Una cueva cerca de Rjoll, en la que se escondió, lleva su nombre. En 1677, sucedió a su tío como arzobispo de Skopje y administrador del Reino de Serbia. Su fervor religioso y patriótico le hacía un enemigo para las fuerzas turcas y tuvo que escapar a Ragusa (Dubrovnik), y más tarde a Venecia y Padua, llevando sus manuscritos con él. En Padua, fue recibido por el cardenal Gregorio Barbarigo (1622-1697), para quien ya había trabajado en Roma. El cardenal Barbarigo era responsable de los asuntos eclesiásticos del este y tenía especial interés en las culturas orientales, incluida Albania. Además, había fundado una imprenta en Padua, la Tipografía del Seminario, que servía para lenguas orientales y tenían fuentes hebreas, árabes y armenias.
Tras la publicación de Cuneus Prophetarum, Bogdani volvió a los Balcanes en marzo de 1686 y pasó los siguientes años en la resistencia contra los ejércitos del Imperio otomano, sobre todo en Kosovo. Contribuyó con una fuerza de 6.000 soldados albanos al ejército austriaco que había llegado a Priština y los acompañó hasta Prizren. Allí, fueron derrotados por otro adversario, la peste, de la que murió en diciembre de 1689 en Priština.

## Poesía
Publicó su extenso tratado de teología en Padua en 1685 Cuneus Prophetarum, en albanés e italiano con la ayuda del cardenal Barbarigo. Bogdani había terminado diez años atrás la versión albanesa, pero no se la publicó la Propaganda Fide, que ordenó que se tradujera primero para facilitar el trabajo al censor.
Esta obra se imprimió en alfabeto latino con algunos caracteres cirílicos empleados por Pjetër Budi y Frang Bardhi. Bogdani además tenía un gran interés por la lengua albanesa y pidió traducciones albanesas de los evangelios y otros textos en su estancia en el Colegio de la Propaganda Fide.
El Cuneus Prophetarum se publicó en dos columnas paralelas, una en albanés y la otra en italiano y se dividió en dos volúmenes de cuatro escalas.
El primer volumen contiene dedicatorias en latín, albanés, italiano y serbio e incluye dos poemas de ocho líneas en albanés, uno de su primo Luca Bogdani y otro de Luca Summa. Este volumen versa sobre el Antiguo Testamento: i) Dios creó al hombre, ii) Los profetas y sus metáforas sobre el advenimiento del Mesías, iii) La vida de los profetas y sus profecías iv) Las canciones de las diez sibilas.
El segundo volumen De vita Jesu Christi salvatoris mundi trata del Nuevo Testamento i) La vida de Jesús, ii) Los milagros de Jesús, iii) La pasión, iv) La resurrección. Incluye una traducción del Libro de Daniel, 9. 24-26, en ocho lenguas: latín, griego, armenio, sirio, hebreo, árabe, italiano y albanés, anterior a un capítulo sobre el anticristo y un apéndice de tres páginas de la Antichità della Casa Bogdana.
El libro fue reimpreso como L'infallibile verità della cattolica fede, Venecia 1691 y 1702.

## Homenajes
- Desde 2012, por iniciativa de Hashim Thaçi (presidente de la República de Kosovo), la Biblioteca Nacional de Kosovo lleva su nombre (Biblioteca Nacional de Kosovo "Pjetër Bogdani").[1][2]